# Jaap Bulder
Jaap Bulder (né le 27 septembre 1896 à Groningue et mort le 30 avril 1979 à Leiderdorp) est un footballeur international néerlandais. Il participe aux Jeux olympiques d'été de 1920, remportant la médaille de bronze avec les Pays-Bas.

## Biographie
Jaap Bulder reçoit six sélections en équipe des Pays-Bas entre 1920 et 1923, inscrivant six buts.
Il participe aux Jeux olympiques d'été de 1920 organisés en Belgique. Lors du tournoi olympique, il inscrit un but contre le Luxembourg, puis un doublé contre la Suède.
Il marque ensuite un but en mai 1922 contre la Belgique. Il inscrit pour finir deux buts en avril 1923, contre la France, avec à la clé une très large victoire (score : 8-1 à Amsterdam).

## Palmarès

### Jeux olympiques
- Jeux olympiques de 1920 :
  -  Médaille de bronze.